# しまねきよし
しまね きよし（1931年（昭和6年）2月11日 - 1987年（昭和62年）7月12日）は、日本の思想史家。本名、嶋根 清。千葉県出身。
東京外国語大学フランス語科卒。思想の科学研究会会員。思想の科学研究会の共同研究「転向」に参加。
1965年から1968年、雑誌『思想の科学』編集長。なお、「1965年から1968年」は「デジタル版 日本人名大辞典+Plus」の記述であり、「20世紀日本人名事典」「日外アソシエーツ現代人物情報」では「1964年高校を退職、評論活動に専念。同年4月「思想の科学」編集長となり」という表現になっている。
近代日本の社会主義思想を転向の観点から研究した。「日本社会主義人名事典」を作りたいと願った、しまねの膨大なカードを基に、彼の没後、彼の遺志を継いだ者－いいだもも、大野明男、田村紀雄、鶴見俊輔、山領健二、輿石正、渡辺一衛、安田常雄、余川典子、石井紀子－たちの手で、『近代日本 社会運動史人物大事典』（日外アソシエーツ、1997年）が刊行された。
日本ジャーナリスト専門学校の講師も務めた。

## 著書
- 『転向-明治維新と幕臣』三一新書 1969
- 『入門・社会主義思想史』三一新書 1969
- 『民権思想と転向』紀伊国屋新書 1969
- 『もうひとつの日本共産党 宮本顕治体制に隠された真実』サンケイ新聞社出版局 1975
- 『明治社会主義者の転向』東洋経済新報社 1976
- 『日本共産党スパイ史』新人物往来社 1983

共著
- 『二十世紀の思想』田村紀雄・後藤宏行・鶴見俊輔と、青木書店 1967

### 翻訳
- 『バートランド・ラッセル著作集 8　結婚論』みすず書房、1959年（後藤宏行と共訳）